# تاریخ لاتین

گسترده تقریبی زبان‌ها در عصر آهن در ایتالیا در سده ۶ پیش از میلاد. زبان لاتین به رنگ خاکستری و محدود به لاتیوم، منطقه‌ای کوچک در ساحل غرب ایتالیای مرکزی، بود که توسط سایر مردم ایتالی در شرق و جنوب و تمدن قدرتمند اتروسک در شمال، محصور شده بود.

لاتین عضوی از خانواده گسترده زبان‌های ایتالی است. الفبای آن، الفبای لاتین، از الفبای ایتالیایی باستان سرچشمه گرفته‌است که آن نیز به نوبه خود از خط یونانی و فنیقی آمده‌است. لاتین تاریخی از زبان پیشاتاریخی منطقه لاتیوم، به ویژه پیرامون رودخانه تیبر، جایی که تمدن روم برای اولین بار در آنجا گسترش یافت، آمده‌است. اینکه رومی‌ها کی و چگونه به لاتین صحبت می‌کردند از پرسش‌هایی است که مدت‌ها مورد بحث بوده‌است. لاتین از گویش‌های سلتی شمال ایتالیا، زبان غیر هندواروپایی اتروسکی در ایتالیای مرکزی و یونانی جنوب ایتالیا تأثیرات فراوانی پذیرفته‌است، اما زمان ورود آن‌ها به لاتین، به‌طور قطعی مشخص نیست.
ادبیات لاتین باقی‌مانده تقریباً به‌طور کامل از لاتین کلاسیک تشکیل شده‌است. این ادبیات شامل یک زبان ادبی سبکی و صیقل‌داده‌شده‌است که گاهی لاتین طلایی نامیده می‌شود و در سده نخست پیش از میلاد و سال‌های اولیه سده ۱ میلادی گسترش یافته‌است. با این حال، در طول تاریخ روم باستان، زبان گفتاری از نظر دستور زبان و واژگان با زبان ادبی متفاوت بوده و از آن به عنوان لاتین عامیانه یاد می‌شود. علاوه بر لاتین، زبان نخبگان و فرهیختگان روم اغلب یونانی بود چرا که آن‌ها در مدرسه تحصیل می‌کردند و آموزگاران آن‌ها از میان بردگان اسیر تحصیل‌کرده یونانی بودند. در نیمه شرقی امپراتوری روم، که بعداً به امپراتوری بیزانس تبدیل شد، یونانی کوینه دوره هلنیستی همچنان رایج بود و هرگز با لاتین جایگزین نشد. این زبان همچنان بر گویش‌های لاتین عامیانه شرقی تأثیر گذاشت که آن‌ها بعداً به زبان‌های رومی شرقی تبدیل شدند.

## ریشه‌ها
نام لاتین از نام قبیله‌ای ایتالی به نام لاتینی آمده‌است که در حدود سده ۱۰ پیش از میلاد در لاتیوم ساکن شدند و به گویشی ایتالی به همین نام تکلم می‌کردند. زبان‌های ایتالی از زیرگروه سنتوم خانواده هندواروپایی هستند. این زبان‌ها شامل زبان‌های رومی، ژرمنی، سلتی و هلنی و تعدادی زبان منقرض‌شده هستند.

## لاتین باستان

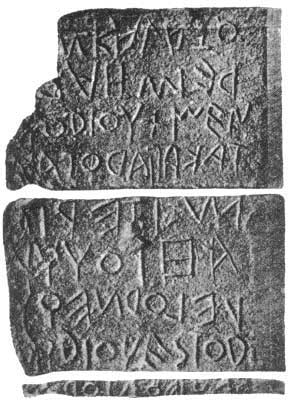
لاجورد نیجر، احتمالاً کهن‌ترین کتیبه لاتین موجود، مربوط به رم در حدود ۶۰۰ ق. م در زمان پادشاهی روم

نخستین شکل شناخته‌شده لاتین، لاتین باستان است که از پادشاهی روم تا اواخر دوره جمهوری روم صحبت می‌شد. این زبان در کتیبه‌ها و برخی از آثار اولیه ادبیات لاتین، مانند کمدی‌های پلتوس و ترنتیوس، گواهی شده‌است. الفبای لاتین از الفبای اتروسکی ابداع شد. این نوشتار در ابتدا راست به چپ یا بوستروفیدن بود و در نهایت به یک خط چپ به راست تبدیل شد.

## لاتین کلاسیک
در اواخر دوران جمهوری و در نخستین سال‌های امپراتوری، یک لاتین کلاسیک جدید، با نوشتن آثار بزرگ ادبیات کلاسیک که در مکاتب دستور زبان و بلاغت تدریس می‌شد، توسط سخنوران، شاعران، مورخان و دیگر باسوادان، به وجود آمد. دستور زبان‌های آموزشی امروزی ریشه در چنین مدارسی دارد که به عنوان نوعی آکادمی زبان غیررسمی فعالیت می‌کرده و به حفظ و تداوم گفتار تحصیل‌کردگان اختصاص داشته‌است.

## لاتین پسین
لاتین پسین در دوران باستان پسین از سده ۳ تا ۶ میلادی رایج بود. این دوره از لاتین را میان دوره‌های لاتین کلاسیک و لاتین قرون وسطی می‌دانند. در مورد زمان دقیق پایان لاتین کلاسیک یا شروع لاتین قرون وسطی اتفاق نظر علمی وجود ندارد. با این حال، آثار لاتین پسین با داشتن ویژگی‌هایی قابل شناسایی هستند.

## لاتین عامیانه
تجزیه و تحلیل فلسفی آثار لاتین باستان، مانند آثار پلوتوس، که حاوی بخش‌هایی از گفتار روزمره است، نشان می‌دهد که یک زبان گفتاری لاتین (اصطلاحاً sermo vulgi، «گفتار توده‌ها» به نوشته سیسرون)، همزمان با لاتین کلاسیک وجود داشت. این زبان غیررسمی به ندرت نوشته می‌شده‌است و بنابراین فیلسوفان فقط واژگان و عبارات منفردی را ذکر می‌کنند که در آثار نویسندگان کلاسیک و دیوارنویسی‌ها آمده‌است. از آنجا که توسعه این زبان به خودی خود آزاد بود، هیچ دلیلی وجود ندارد که تصور کنیم این زبان از نظر تاریخی یا جغرافیایی یکنواخت باشد. برعکس، جمعیت‌های اروپایی رومی‌زبان هر یک گویش‌های خود را در این زبان داشتند، که در نهایت منجر به تمایز زبان‌های رومی شد. سقوط امپراتوری روم به معنای زوال معیارهای آموزشی بود که باعث ایجاد لاتین پسین شد، مرحله‌ای پساکلاسیک از زبانی که در نوشته‌های مسیحیان آن زمان دیده می‌شود. این امر نه تنها به دلیل کاهش تحصیلات بلکه به دلیل تمایل به انتشار آثار به زبان توده‌ها و منطبق‌تر با گفتار روزمره بود.
لاتین عامیانه حداکثر تا قرن نهم، که نخستین نوشته‌های رومی شروع به پدیداری کرد، به زبان‌های متمایزی تبدیل شده بود. آن‌ها، در طول این دوره، به گفتار روزمره محدود بودند، زیرا لاتین قرون وسطی برای نوشتن استفاده می‌شد.

## لاتین کلیسایی
لاتین کلیسایی گونه‌ای از زبان لاتین بود که در آغاز برای بحث در مورد الهیات مسیحی ایجاد و سپس توسط اشراف قرون وسطایی و دوران مدرن اروپا اروپا به عنوان زبان میانجی به کار گرفته شد. این زبان شامل واژگانی از لاتین عامیانه و لاتین کلاسیک (و همچنین یونانی و عبری) است که دوباره با معنای مسیحی استفاده شده‌اند. این گونه از نظر سبکی و سختی در سطح پایین‌تری نسبت به لاتین کلاسیک قرار دارد و در حالی که دارای واژگان، گونه‌ها و نحو مشترکی با آن است، در عین حال عناصر غیررسمی گفتاری لاتین را به کار می‌برد که نویسندگان ادبیات لاتین کلاسیک آن‌ها را کنار گذاشته‌اند.

## لاتین قرون وسطی

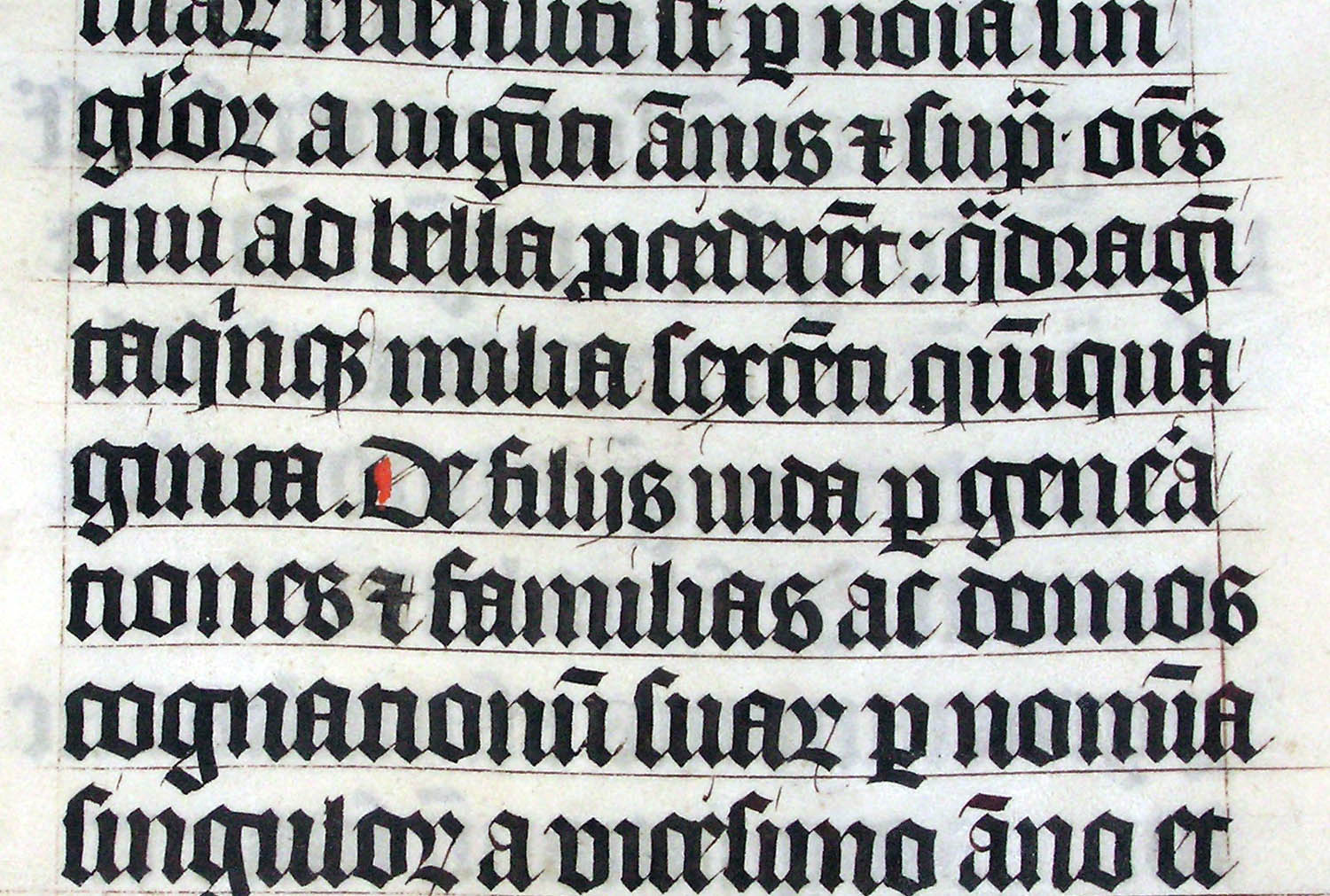
کتاب مقدس مالمزبری به لاتین مربوط به ۱۴۰۷.

لاتین قرون وسطی لاتین نوشتاری است و در دوره‌ای از لاتین پساکلاسیک استفاده می‌شود که هیچ زبان لاتین گفتاری وجود ندارد. چرا که زبان گفتاری به زبان‌های مختلف رومی آغازین تبدیل شده بود. با این حال، در دنیای تحصیل‌کردگان و در امور رسمی، زبان لاتین بدون داشتن پایگاه گفتاری طبیعی، تداوم یافت. این لاتین همچنین به سرزمین‌هایی گسترش یافت که هرگز به زبان لاتین صحبت نکرده بودند، مانند ملت‌های ژرمنی و اسلاوی. این زبان برای ارتباطات بین‌المللی بین کشورهای عضو امپراتوری مقدس روم و متحدان آن مفید واقع شد.

## لاتین رنسانس

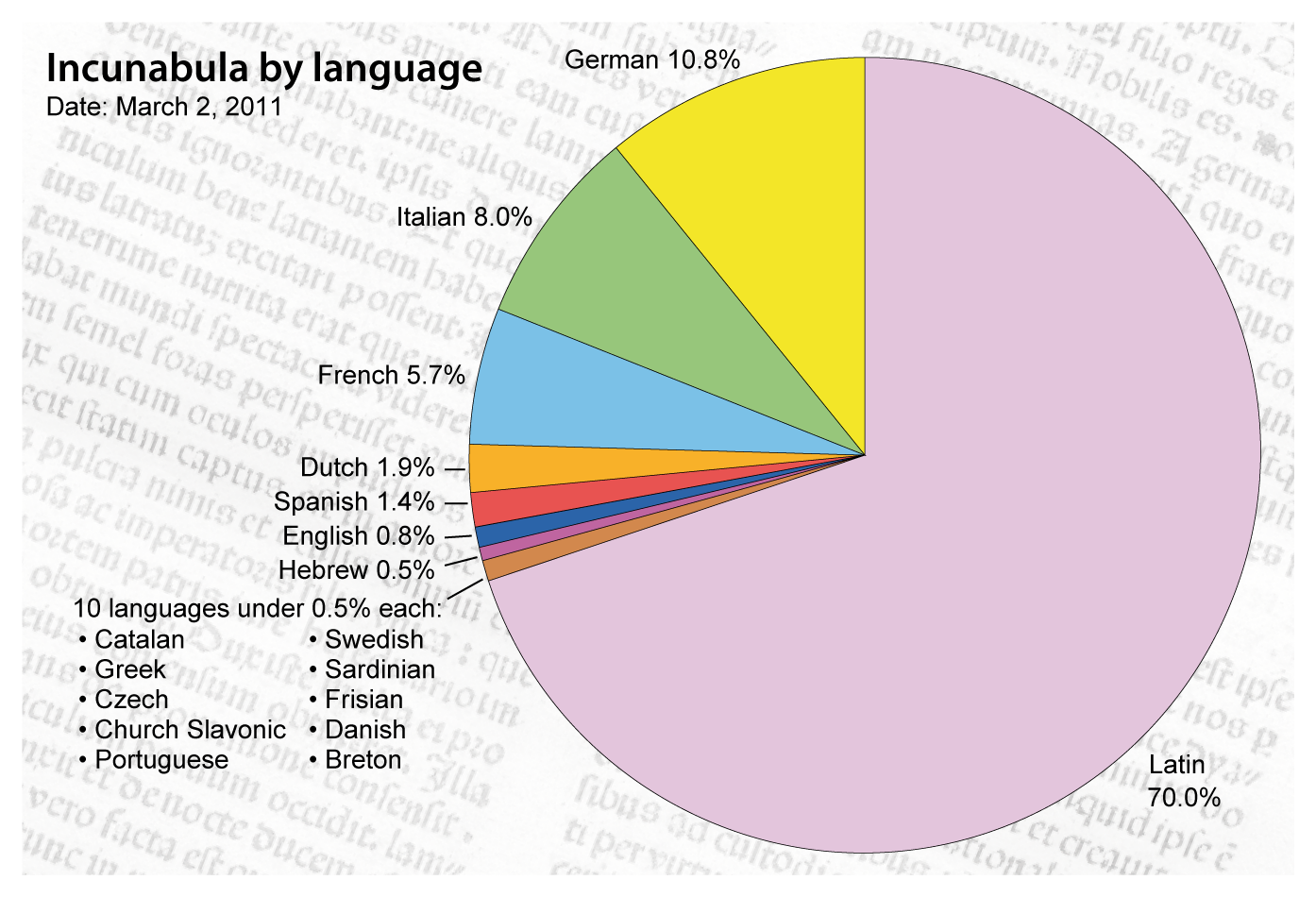
بیشتر کتاب‌های چاپی قرن پانزده (اینکانوبولا) به زبان لاتین بودند و زبان‌های بومی نقش کوچکی را در چاپ بازی می‌کردند.

موقعیت لاتین در رنسانس با تصویب اومانیست‌ها، به عنوان یک زبان گفتاری تقویت شد. آن‌ها که غالباً توسط اعضای روحانیت هدایت می‌شدند، از تخریب سریع بازمانده‌های جهان کلاسیک و ادبیات آن متعجب بودند؛ بنابراین تلاش کردند هرچه را که می‌توانند حفظ کنند و زبان لاتین را به آنچه در گذشته بود برگردانند و روش تولید نسخه‌های اصلاح‌شده آثار ادبی را که با مقایسه نسخه‌های خطی برجای‌مانده انجام می‌شد، معرفی کردند. آن‌ها حداکثر تا قرن پانزدهم، نسخه‌های پشتیبانی‌شده توسط دانشمندان را جایگزین لاتین قرون وسطایی کردند و با انجام پژوهش سعی در کشف زبان لاتین کلاسیک داشتند.

## لاتین نوین
در اوایل دوران نوین، زبان لاتین هنوز مهم‌ترین زبان فرهنگی در اروپا بود؛ بنابراین، تا پایان قرن هفدهم بیشتر کتاب‌ها و تقریباً تمام اسناد دیپلماتیک به زبان لاتین نوشته می‌شدند. پس از آن، بیشتر اسناد دیپلماتیک به زبان فرانسوی (یک زبان رومی) و سپس به زبان‌های بومی یا سایر زبان‌ها نوشته شدند.

## لاتین امروزی
دوره لاتین امروزی از سده نوزدهم آغاز شده‌است. لاتین امروزه با وجود نداشتن گویشور بومی، هنوز هم برای اهداف مختلفی در جهان، از جمله در آرایه‌شناسی و کلیسا، استفاده می‌شود. اهمیت بسیار لاتین نوین به عنوان زبان میانجی و بین‌المللی غالب تا قرن نوزدهم، باعث وجود واژگان لاتین در واژگان یا عبارات دیگر زبان‌ها در سراسر جهان شده‌است.